# Adalbald I d'Ostrevent
Pour les articles homonymes, voir Adalbert.
Adalbert Ier d’Ostrevent ou Adalbade, ou Adalbaud ou Albert († 652) est le petit-fils de sainte Gertrude de Hamage. Il est marié à sainte Rictrude de Marchiennes. Il fonde en 630 le monastère d'hommes de Marchiennes, dont son épouse fait un monastère double en 647. C'est un saint catholique fêté le 2 février (son martyre) et le 2 mai (translation de ses reliques à Douai en 1221).

## Histoire et tradition
Disciples de saint Amand de Maastricht, les quatre enfants des saints Adalbert et Rictrude sont vénérés comme saints : saint Maurant, sainte Eusébie, sainte Clodoswinthe et sainte Adalsinde.
Il est assassiné dans des conditions restées obscures alors qu’il accomplit une mission en Vasconie. Son corps est ramené en Flandre et inhumé à Saint-Amand-les-Eaux, anciennement Elnone (Nord). Il est vénéré comme martyr.

## Homonymie
Il ne faut pas le confondre avec Adalbert II d’Ostrevent († 790), époux de sainte Reine de Denain, père de Sainte-Renfroie de Denain et du roi Pépin ; fêté le 22 avril.

## Hommages
Le personnage et son épouse ont été adoptés comme géants par la ville d'Abscon (Nord), près de Douai : voir Adalbaud.